# Бабешин, Алексей Андреевич
Алексей Андреевич Бабешин (род. 8 апреля 1983 года, Омск) — российский волейболист и тренер.

## Карьера
Алексей Бабешин родился в 1983 году в Омске, а профессиональную карьеру начал в 1998 году в новомосковском «Танаисе», где отыграл 4 сезона. Впоследствии он выступал за столичные команды «Динамо» (2002-2003) и «Луч» (2003-2004), а также новоуренгойский «Факел» (2004-2005). Летом 2005 года Бабешин перешел в «Локомотив-Изумруд» и защищал цвета уральской команды два сезона. 
Начал тренерскую карьеру в «Газпром-Югре» (2018/19) в качестве ассистента Рафаэля Хабибуллина. В 2019 года вошёл в тренерский штаб Константина Брянского в клубе «Динамо» (Москва). В июне 2021 года стал главным тренером «Новы», выступающей в высшей лиге А. С командой стал победителем высшей лиги А — «Нова» завоевала путёвку в Суперлигу на сезон-2022/23.
В сезоне-2022/23 Бабешин заменил в клубе «Кузбасс» хорватского специалиста Игоря Юричича, но результат команды оказался хуже предыдущего сезона — 6-е место в регулярном чемпионате, и поражение в квалификационном раунде плей-офф чемпионата России, где «Кузбасс» дважды проиграл АСК (1:3, 2:3). Был уволен 5 февраля 2024 года, когда кемеровчане занимали 7-е место в турнирной таблице и после Нового года проиграли пять из семи матчей.

## Достижения
- Победитель Лиги чемпионов 2012 г.
- Чемпион России 2011, 2012 г.
- Бронзовый призер клубного чемпионата мира 2011 г.
- Серебряный призер Лиги чемпионов 2011 г.
- Обладатель Суперкубка России 2010, 2011 г.
- Чемпион Европы среди молодежи 2001 г.
- Бронзовый призер чемпионата мира среди молодежи 2001 г.

## Семья
В 2010 году женился на волейболистке Марине Шешениной; у пары есть дочь Анастасия.